# Rosquillas francesas

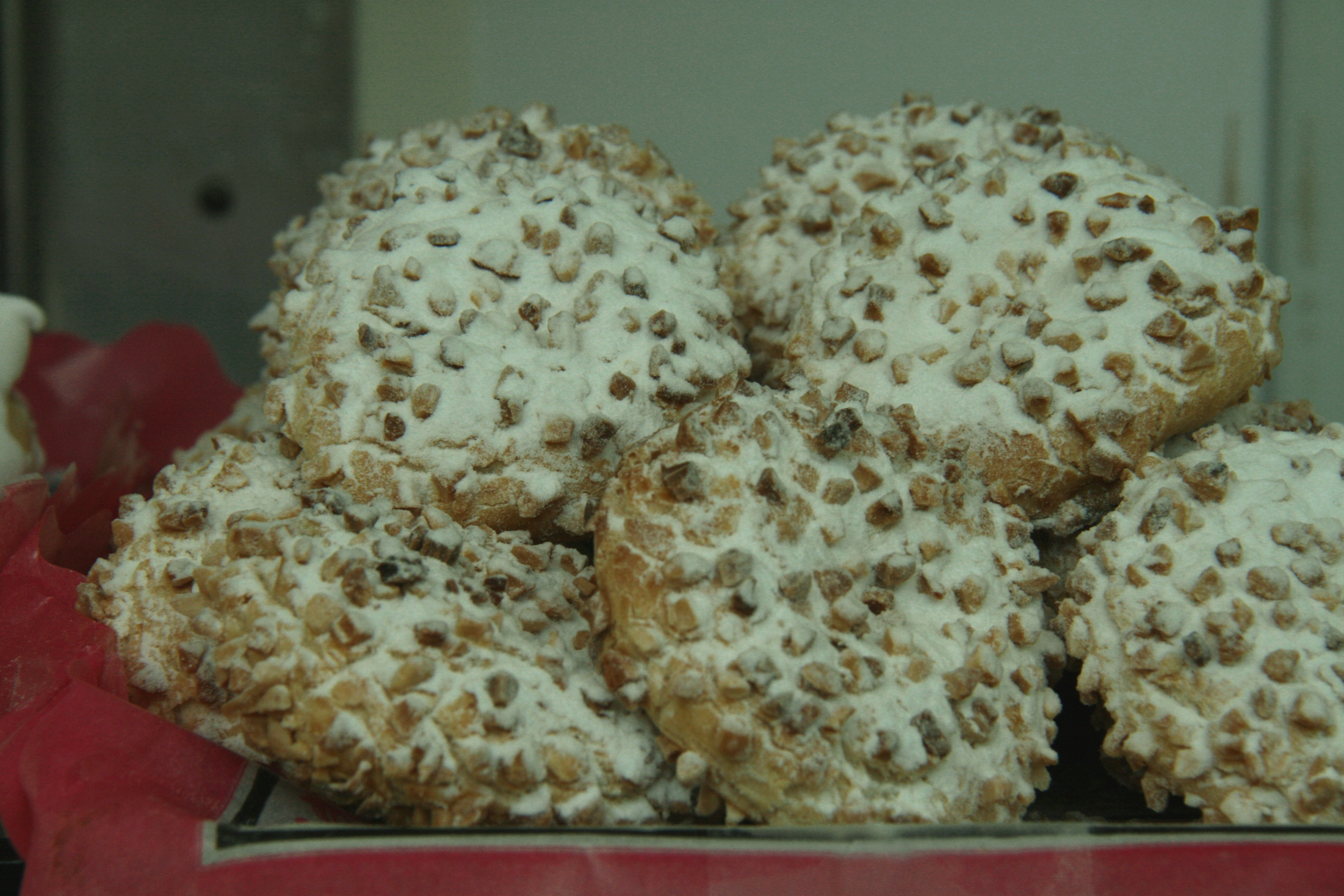
Rosquillas francesas.

Las rosquillas francesas son una especie de rosquillas típicas de la repostería típica de Madrid. Su elaboración es muy similar a las rosquillas tontas y listas que se toman en las fiestas de San Isidro. La diferencia es que poseen un baño de azúcar glasé y almendras partidas (almendras en grana).

## Historia
Las rosquillas “francesas” poseen su origen en la esposa de Fernando VI, Doña Bárbara de Braganza, que no encontraba de su gusto las rosquillas tontas ya que le parecían demasiado simples de elaboración. Fue en aquella época cuando su cocinero de la corte (posiblemente francés) le preparó una mezcla de almendra y azúcar, que tuvo bastante éxito en Madrid.